# (100642) 1997 VV4
1997 في في 4 (ويعرف أيضًا باسم (100642) 1997 في في 4 وفق تسمية الكوكب الصغير) (بالإنجليزية: 1997 VV4)‏ هو كويكب ضمن حزام الكويكبات؛ وترتيبه 100642 من حيث الاكتشاف.
اكتُشف هذا الجُرم الفلكي بواسطة تاكيشي أوراتا ‏ في 4 نوفمبر 1997.

## وصلات خارجية
- (100642) 1997 VV4 في قاعدة بيانات مختبر الدفع النفاث لأجرام النظام الشمسي الصغيرة

- الاكتشاف · مخطط المدار ·  العناصر المدارية · المعلمات المادية

- (100642) 1997 VV4 على موقع ويكي سكاي: DSS2, SDSS, GALEX, IRAS, Hydrogen α, X-Ray, Astrophoto, Sky Map, Articles and images